# Нова Надежда
Но́ва Наде́жда (болг. Нова Надежда) — село в Хасковській області Болгарії. Входить до складу общини Хасково.

## Населення
За даними перепису населення 2011 року у селі проживали 467 осіб.
Національний склад населення села:
| Національність   | Кількість осіб | Відсоток |
| ---------------- | -------------- | -------- |
| болгари          | 305            | 66,3%    |
| цигани           | 152            | 33,0%    |
| турки            | 0              | 0%       |
| Всього відповіли | 460            |          |

Розподіл населення за віком у 2011 році:
Динаміка населення: